# Ouzoum
L'Ouzom [uzɔm], forme béarnaise, ou Ouzoum, forme bigourdane, est un affluent du gave de Pau, rive gauche, entre la Génie longue et le Béez.

## Hydronymie
L'hydronyme actuel d'Ouzom trouve son origine dans les graphies des XVe et XVIe siècles Oson (1441), Osom, Osson, Ozon (1538), le Lozon (1581), l'Ouson (1585), reprises ensuite sous les formes Louzon (1786 - Carte de Cassini, sans apostrophe comme souvent dans cet ouvrage) et Lauzom (1850 - carte d'état-major). La prononciation est ouzoû /uzũ/.
La graphie Ouzoum est utilisée dans la haute vallée, notamment dans les communes de Ferrières et Arbéost (cadastre de Ferrières, de Louvie-Soubiron...) et par certains auteurs.
Ce nom est probablement dérivé de l'hydronyme pyrénéen Ousse.

## Géographie
| \| Vallée de l'Ouzom \| Carte. |
| Vallée de l'Ouzom              |

L'Ouzom prend son origine aux sources du Cap d’Ouzom (1 131 m), au fond du cirque du Litor où il reçoit également l’eau de nombreux petits ruisseaux dévalant des hautes crêtes de la Latte de Bazen au Grand Gabizos. Il se jette dans le gave de Pau à Igon, en amont de Nay (altitude 258 m).
La vallée de l'Ouzom, est bordée à l'ouest par le chaînon issu du col d'Aubisque (1 709 m) qui la sépare de la vallée d'Ossau et à l'est, par celui issu du col du Soulor (1 474 m) qui la sépare du val d'Azun. De la sortie du cirque du Litor jusqu'à Ferrières, l'Ouzom s'enfonce dans un talweg étroit. En aval du petit bassin de Ferrières, l'Ouzom est à nouveau encaissé, sur 9 km, dans une gorge aux pentes abruptes ou aux hautes parois calcaires. Ce n'est qu'à partir d'Arthez-d'Asson que la vallée s'élargit modérément, entre les collines du piémont pyrénéen.
Le torrent est plus alimenté par les pluies que par les neiges. Toutefois, la fonte des neiges, au printemps, entraîne un maximum de débit. On note deux périodes d'étiages : février et juillet-août. C'est une rivière à régime pluvio-nival.

### Usines hydro-électriques
- Dans le cirque du Litor, une petite retenue (à 1 100 m d’altitude) capte le cours principal de l'Ouzom pour alimenter la micro-centrale hydro-électrique installée au quartier des Bourrinquets à Arbéost.
- Une autre micro-centrale est installée à Arthez-d'Asson : elle utilise la prise d'eau de l'ancienne forge d'Asson.

### Communes et départements traversés
En raison de l'histoire très particulière de la vallée de l'Ouzom, l'Ouzom, dans sa partie supérieure - jusqu'aux confluents avec l'Aygue Blanque et de l'Aygue Nère - est la limite des anciennes provinces de Bigorre et de Béarn, limite reprise, en 1790, lors de la constitution des départements. Jusqu'à ce confluent, l'Ouzom borde donc les territoires des communes bigourdannes d'Arbéost et Ferrières (Hautes-Pyrénées) sur sa rive droite et des communes béarnaises de Béost, Louvie-Soubiron et Louvie-Juzon sur sa rive gauche.

En aval de ce confluent, l'Ouzom traverse les territoires béarnais d'Asson, Arthez-d'Asson, et Igon.

## Principaux affluents
De l'amont vers l'aval :
- (G) le Baudés, 4,4 km, en provenance du col d'Aubisque,
- (G) l'arrèc Arrendau ou de Groute, 3 km, en provenance des cabanes de Bouzieste,
- (G) le Laussiés, 4,7 km, en provenance du Turon de Lénia (1 530 m) et du col de Louvie,
- (D) le Lanet ou ruisseau de Hougarou, 4,7 km, venant du col de Soum,
- (D) le ruisseau de Lastètes, 3,7 km, en provenance du col des Spandelles (coth deras Pandelas),
- (D) le Cau d'Arrouy, 2,3 km, du pic d'Estibette (1 850 m),
- (D) l'Aygue Nègre, provenant d'une importante résurgence,
- (G) l'Aygue Blanque, provenant également d'une importante résurgence,
- (G) le Turounet, 2,7 km, en provenance du col des Nabails,
- (D) l'Arriou Sec, 8,1 km, en provenance de la fontaine de Yerse,
- (D) l'Arriou Court ou Cagaret[6], dans la partie inférieure du cours.

(D) rive droite ; (G) rive gauche.